# Viceministerio de Trabajo del Perú
El Viceministerio de Trabajo del Perú es el Despacho Viceministerial dependiente del Ministerio de Trabajo y Promoción del Empleo. Tiene a su cargo asuntos de trabajo, que incluyen materias sociolaborales, derechos fundamentales en el ámbito laboral, relaciones de trabajo, seguridad y salud en el trabajo, seguridad social e inspección del trabajo y migración laboral.

## Funciones
- Formular, coordinar, ejecutar y supervisar, en coordinación con el (la) Ministro(a), la política de desarrollo sectorial en materia de trabajo, según corresponda, de conformidad con la política general del gobierno
- Expedir resoluciones viceministeriales sobre asuntos materia de su competencia
- Dirigir, coordinar y supervisar el funcionamientos de las actividades del Sector Trabajo, así como de las Entidades Públicas adscritas al Sector
- Aprobar y suscribir, de acuerdo a la normatividad legal vigente, convenidos, en el ámbito de su competencia
- Resolver, en la instancia que le corresponda, los procedimientos administrativos de su competencia
- Las demás que el(la) Ministro(a) les delegue, en el ámbito de su competencia

## Estructura
- Dirección General de Trabajo
  - Dirección de Normativa de Trabajo
  - Dirección de Prevención y Solución de Conflictos Laborales y Responsabilidad Social Empresarial Laboral
  - Dirección de Seguridad Social y Migración Laboral
  - Dirección de Registros Nacionales de Relaciones de Trabajo
- Dirección General de Derechos Fundamentales y Seguridad y Salud en el Trabajo
  - Dirección de Promoción y Protección de los Derechos Fundamentales Laborales
  - Dirección de Seguridad y Salud en el Trabajo
- Dirección General de Políticas para la Promoción de la Formalización Laboral e Inspección del Trabajo
  - Dirección de Políticas y Regulación para la Promoción de la Formalización Laboral, Inspección del Trabajo y Capacitación y Difusión Laboral
  - Dirección de Promoción de la Formalización Laboral y Capacitación en la Normativa Laboral
  - Dirección de Supervisión y Evaluación

## Lista de Viceministros
- Pelegrín Román Unzueta (1985)
- Óscar Guevara Ramírez (1986-1987)
- Víctor Salas Meléndez (1990-1992)
- Luis Alberto Villar Aguirre (1993)
- Armida Murguía Sánchez (1995-1999)
- Beatriz Alva Hart (1999)
- Fernando García Granara (1999-2000)
- Roberto Servat Pereira de Souza (2000-2001)
- José Ernesto Echeandía Sotomayor (2001-2003)
- Eduardo Cabrera Reyes (2003-2004)
- Alfredo Villavicencio Ríos (2004-2005)
- Roberto Servat Pereira de Souza (2005-2006)[1]
- Fernando García Granara (2006-2007)
- Jorge Villasante Araníbar (2007-2008)
- Augusto Enrique Eguiguren Praeli (2008-2009)[2]

- Enrique Antonio Paiva Venero (2009)
- Elisabed Mercedes Zevallos Laguna (2009-2011)
- Pablo Checa Ledesma (2011-2014)[3]
- Sylvia Cáceres Pizarro (2012-2014)
- Cayo Galindo Sandoval (2015-2016)[4]
- Augusto Enrique Eguiguren Praeli (2016-2018)[5]
- Manuel Isidro Vásquez (2018)
- Guillermo Martín Boza Pró (2018)
- Ítalo Mórtola Flores (2018)
- Ana María Risi Quiñones (2018-2019)
- Augusto Enrique Eguiguren Praeli (2019-2020)[6]
- Juan Carlos Requejo Alemán (2020)
- José Luis Parodi Sifuentes (2020-)